# Cratere Cavalieri

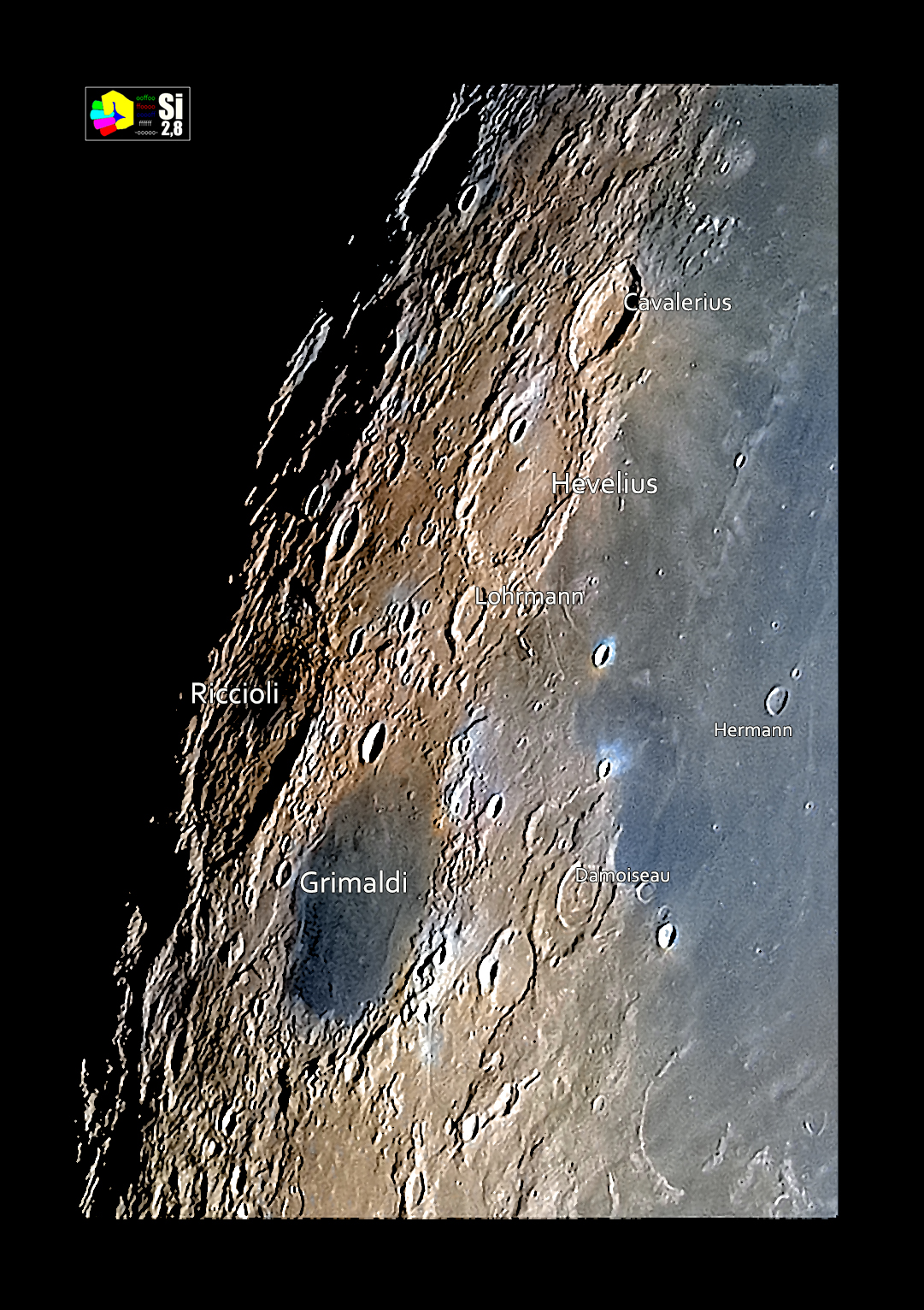
L'area del cratere in formato selenocromatico. Vedi anche:

Cavalieri, o  Cavalerius secondo la denominazione ufficiale, è un cratere lunare di 59,35 km situato nella parte nord-occidentale della faccia visibile della Luna, vicino al margine occidentale dell'Oceanus Procellarum e al margine settentrionale del cratere Hevelius.
Il bordo di Cavalerius è relativamente elevato e, a tratti, si innalza fino a 3 chilometri. Sul bordo e sulle pendici interne vi sono delle spaccature sia a nord che a sud, mentre parte del margine interno è terrazzato. Il pianoro interno alterna pianure a basse colline, ed al centro geometrico vi è un basso picco, con creste che si estendono verso nord e verso est.
A nord-est di questo cratere si trova una regione nota come Planitia Descensus: si tratta del luogo di atterraggio della sonda sovietica Luna 9, il primo veicolo di fabbricazione umana ad effettuare un atterraggio morbido sulla Luna.
Il cratere è dedicato al matematico italiano Bonaventura Cavalieri.

## Crateri correlati
Alcuni crateri minori situati in prossimità di Cavalerius sono convenzionalmente identificati, sulle mappe lunari, attraverso una lettera associata al nome.
| Cavalerius | Coordinate            | Diametro (in km) |
| ---------- | --------------------- | ---------------- |
| A          | 4°30′00″N 69°40′48″W  | 14,14            |
| B          | 5°58′12″N 71°07′12″W  | 39,51            |
| C          | 5°50′24″N 69°19′12″W  | 8,19             |
| D          | 8°39′36″N 68°28′12″W  | 51,77            |
| E          | 7°40′12″N 70°03′00″W  | 9,55             |
| F          | 8°06′36″N 65°23′24″W  | 7,18             |
| K          | 10°17′24″N 69°22′48″W | 9,9              |
| L          | 10°27′36″N 70°15′00″W | 9,9              |
| M          | 10°21′00″N 71°37′48″W | 11,79            |
| U          | 10°04′48″N 67°33′00″W | 6,76             |
| W          | 6°56′24″N 67°24′00″W  | 7,85             |
| X          | 9°12′36″N 66°42′00″W  | 4,33             |
| Y          | 10°41′24″N 69°54′36″W | 6,92             |
| Z          | 11°03′00″N 69°40′12″W | 4,18             |